# Taavi Peetre
Taavi Peetre (ur. 5 lipca 1983 w Käina, zm. 11 września 2010 w Võru) – estoński lekkoatleta, kulomiot, startujący również w konkursach rzutu dyskiem.

## Osiągnięcia
- srebrny medal młodzieżowych mistrzostw Europy (Erfurt 2005)
- srebro Uniwersjady (Izmir 2005)
- liczne wysokie miejsca w Pucharze Europy, m.in.:
  - 1. miejsce w II lidze (2004)
  - 2. miejsce w I lidze (2005)
  - 2. miejsce w I lidze (2006)
  - 1. miejsce w II lidze (2008)
- 1. lokata podczas I ligi drużynowych mistrzostw Europy (Budapeszt 2010)
- wielokrotny mistrz Estonii

Peetre dwukrotnie reprezentował Estonię podczas igrzysk olimpijskich (Ateny 2004 & Pekin 2008), w obu startach 26. lokata w eliminacjach nie dała mu awansu do finału.

## Rekordy życiowe
- pchnięcie kulą – 20,33 (2010)[2][3]
- pchnięcie kulą (hala) – 19,81 (2006)
- rzut dyskiem – 60,84 (2010)[4]